# Акалат
Акала́т (Sheppardia) — рід горобцеподібних птахів родини мухоловкових (Muscicapidae). Представники цього роду мешкають в Африці на південь від Сахари.

## Таксономія і систематика
Раніше акалатів відносили до родини дроздових (Turdidae), однак за результатами низки молекулярно-генетичних досліджень їх було переведено до родини мухоловкових.

## Види
Виділяють десять видів:
- Sheppardia poensis[7]
- Акалат рудий (Sheppardia bocagei)
- Акалат лісовий (Sheppardia cyornithopsis)
- Акалат білочеревий (Sheppardia aequatorialis)
- Акалат вохристий (Sheppardia sharpei)
- Акалат сіробровий (Sheppardia gunningi)
- Акалат білогорлий (Sheppardia gabela)
- Акалат рубезький (Sheppardia aurantiithorax)
- Акалат гірський (Sheppardia montana)
- Акалат танзанійський (Sheppardia lowei)